# Kampung Hilir (Serasan)
Kampung Hilir is een bestuurslaag in het regentschap Natuna van de provincie Riau-archipel, Indonesië. Kampung Hilir telt 380 inwoners (volkstelling 2010).